# Timor Portugalski
Timor Portugalski – dawna nazwa obecnie niepodległego państwa Timor Wschodni w latach 1702–1975, kiedy znajdował się on pod administracją portugalską. W tym okresie Portugalczycy dzielili wyspę Timor z Holenderskimi Indiami Wschodnimi, a od 1949 z niepodległą Indonezją.

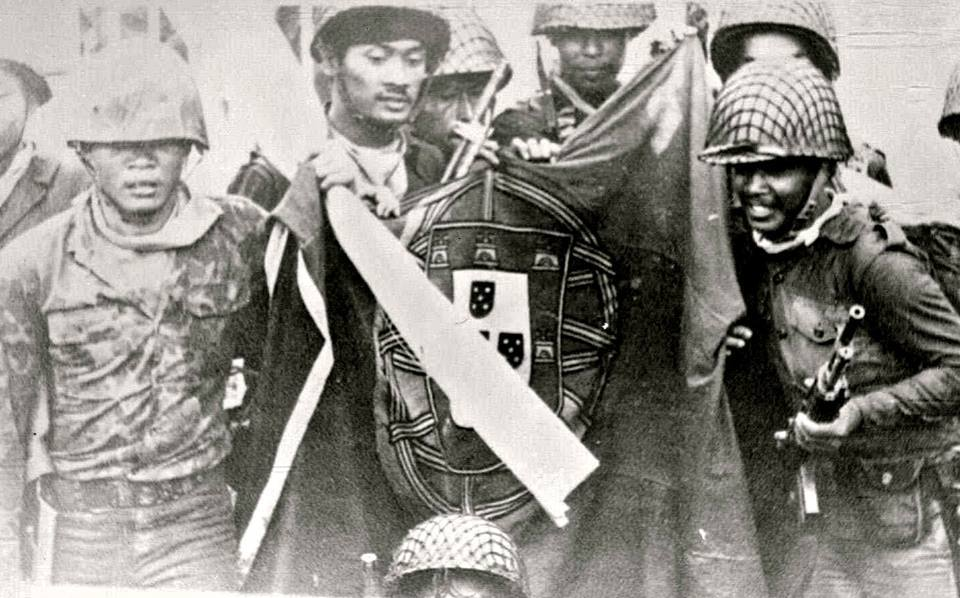
Żołnierze indonezyjscy ze zdobytą flagą Portugalii, 1975

Używania tej nazwy zaprzestano w 1975, kiedy to wojska indonezyjskie wkroczyły na terytorium Timoru Wschodniego, po tym gdy ten ogłosił swoją niepodległość od Portugalii. Formalnie rzecz biorąc Timor Portugalski przestał istnieć jednak dopiero 20 maja 2002, kiedy to Timor Wschodni stał się ostatecznie suwerennym krajem.